# Csehbánya
Csehbánya (vyslovováno [čebáňa], německy Böhmischhütten) je malá vesnice v Maďarsku v župě Veszprém, spadající pod okres Ajka. Nachází se asi 15 km severovýchodně od Ajky. V roce 2015 zde žilo 288 obyvatel. Dle údajů z roku 2011 tvoří 79 % obyvatelstva Maďaři, 27,8 % Němci a 0,4 % Romové. Název doslovně znamená "český důl".
Sousedními vesnicemi jsou Farkasgyepű, Kislőd, Szentgál a Városlőd, sousedním městem Herend.